# Michael George Gilbert
Michael George Gilbert, né en 1943, est un botaniste et explorateur britannique. Il a travaillé dans de nombreuses expéditions botaniques en Chine, en Éthiopie, au Kenya, basé sur les Jardins botaniques royaux de Kew.